# Кондратюк, Игорь Васильевич
И́горь Васи́льевич Кондратю́к (укр. Ігор Васильович Кондратюк; род. 14 марта 1962, с. Пригорье Высокопольского района Херсонской области) — украинский телеведущий и продюсер, шоумен. Кандидат биологических наук (1996).

## Биография

### Ранние годы
Родился 14 марта 1962 года в Херсонской области. В школе работал помощником комбайнёра. С золотой медалью в 1979 году окончил Каланчакскую среднюю школу № 1.
В 1984 году окончил физический факультет Киевского национального университета им. Тараса Шевченко (специализация — оптика твёрдого тела). После окончания вуза работал научным сотрудником отдела молекулярной биофизики Института молекулярной биологии и генетики НАН Украины.
Во время службы в армии занимал должность начальника расчёта РЛС.

### Карьера
С 1985 года был членом телевизионного клуба «Что? Где? Когда?».
С 1991 года работает на ТВ. Редактор, шоумен по работе с публикой и помощник ведущего в программах «Любовь с первого взгляда» и «Брейн-ринг» телеканала «Останкино» (Москва). Потом был соорганизатором и ведущим матчей из «Что? Где? Когда?» и «Брейн-ринг» звёзд Украины, Белоруссии и России на УТ-1.
С 1992 по 1994 год вёл телеигру «5+1» на канале УТ-3, с 1995 по 1996 год — телеигру «Программа передач на завтра» (телеканал УТ-1).
В 1996 году защитил диссертацию на соискание ученой степени кандидата биологических наук.
С 1997 по 2000 год был соавтором и ведущим программы «Игрушки для улицы» на «31 канале» (Москва).
С 1999 по 2019 год был соавтором, продюсером и ведущим программы «Караоке на майдане» (телеканалы «Интер», «1+1», СТБ), а в 2006 году вёл программу «Караоке на Арбате» на российском телеканале ТВ Центр.
С 2001 по 2006 год был ведущим и главным редактором телепрограммы «Интеллект-шоу LG „Эврика!“» на «Интере».
С 2003 по 2008 год был продюсером и соавтором программы «Шанс».
В 2006 году был продюсером проекта «Звёздный дуэт» на Интере, в 2007 — автором и продюсером программы «Американський шанс» на 1+1, съёмки которой происходили в США.
С 2009 по 2017 год — постоянный судья в конкурсе «У Украины есть талант».
С 2010 по 2015 и с 2019 год — судья песенного шоу «X-Фактор».
С 21 сентября 2020 по 2021 год был ведущим ток-шоу «Кондратюк в понедельник» на 5 канале.
Продюсировал Виталия Козловского, Александра Воевуцкого, Наталью Валевскую, Павла Табакова, Инну Воронову, Олесю Киричук и группу «Авиатор» (совместно с Юрием Никитиным). На сегодняшний день не занимается продюсированием.

### Личная жизнь
Женат на Александре Городецкой (в прошлом бухгалтер, сейчас финансовый директор), есть трое детей: Сергей Кондратюк — работал администратором в проекте «Танцую для тебя», Данила Кондратюк и Полина Кондратюк.

## Награды и премии
Обладатель командного приза «Хрустальная сова» клуба «Что? Где? Когда?» в составе команды Андрея Козлова.
Обладатель награды международного конкурса «Фавориты Успеха — 2005» в номинации «Ведущий шоу-программ года».
Владелец шести наград «Телетриумф»:
- «Караоке на Майдані» — лучшая музыкальная программа (2003, 2008);
- «Эврика!» — лучшая программа для детей (2003);
- «ШАНС» — лучшая развлекательная программа (2004, 2006).